# Bara (Timiș)
Pour les articles homonymes, voir Bara.
Bara (en hongrois : Barafalva) est une commune du județ de Timiș, Roumanie qui compte 388 habitants.
La commune est composée de cinq villages : Bara, Dobrești, Lăpușnic, Rădmănești et Spata.

## Démographie
D'après le recensement de 2011, la commune compte 388 habitants, en augmentation par rapport au recensement de 2002 où elle en comptait 378.
Lors de ce recensement de 2011, 97,94 % de la population se déclare roumaine (1,8 % ne déclare pas d'appartenance ethnique).

## Politique
| Parti | Parti                            | Sièges |
| ----- | -------------------------------- | ------ |
|       | Parti social-démocrate (PSD)     | 5      |
|       | Parti national libéral (PNL)     | 2      |
|       | Parti du pouvoir humaniste (PPU) | 1      |
|       | Parti Mouvement populaire (PMP)  | 1      |